# اورلاندو سا
اورلاندو سا (انگلیسی: Orlando Sá؛ زادهٔ ۲۶ مهٔ ۱۹۸۸) بازیکن فوتبال اهل پرتغال است.
از باشگاه‌هایی که در آن بازی کرده‌است می‌توان به باشگاه فوتبال لگیا ورشو، باشگاه فوتبال فولام، باشگاه ورزشی لیماسول، باشگاه ورزشی براگا، باشگاه فوتبال ردینگ، باشگاه فوتبال پورتو، باشگاه فوتبال مکابی تل آویو، و باشگاه ورزشی ناسیونال اشاره کرد.
وی همچنین در تیم‌های ملی فوتبال زیر ۱۹ سال پرتغال، زیر ۲۰ سال پرتغال، زیر ۲۱ سال پرتغال، زیر ۲۳ سال پرتغال، و پرتغال بازی کرده‌است.